# Georg August Dreschke
Georg August Dreschke (1798 - 1851) fou un pianista i compositor alemany.
Residí successivament a Magdeburg i a Berlín, sent nomenat en aquesta última ciutat professor de piano de l'Institut Reial de Música. La primera obra en què es donà conèixer, es titulava System der acht Kirchen Tonarten nach P. Mortimer (Berlín, 1834), que era un extracte del Tractat dels tons, de Mortimer.
El 1835 donà com a invent seu un teclat de piano on les tecles de l'escala cromàtica estan en el mateix pla i es succeeixen alternativament, però la pretesa reforma ja havia estat imaginada pel fabricant de pianos Lemme, seguint les inspiracions de Rohleder.
Fou un pianista notable, de gran execució, i com a compositor va escriure diversos concerts i peces pel seu instrument favorit.